# Подриње
Подриње, меридијански издужена регија око ријеке Дрине, са делом у Србији и Српској (БиХ).

## Положај
Око доњег тока ријеке у србијанском Подрињу издваја се неколико макрорегија: Азбуковица, Јадар, Лешница, Мачва, а у Босни Семберија (макроплавина) и Бирач. На сјеверу се граничи са Посавином. Подриње је изграђено од разноврсних стијена, међу којима су и магматске, са рудиштима око Крупња, Зајаче, Зворника, Власенице, Сребренице, Братунац... (антимон, олово, цинк, боксит и др.).
Подриње је привредно недовољно развијено, претежно пољопривредно и хидроенергетски изузетно богато (хидроелектране »Бајина Башта«,»Зворник« и »Вишеград«), јер је Дрина хидроенергијом најбогатија ријека бивше Југославије. Са пољопривредног аспекта Подриње је познато по производњи јагодичастог воћа, малине и купине, посебно на подручју Братунца и Љубовије. Подриње је и индустријски већ развијено, али је без добрих саобраћајних веза-пруга од Шапца води само до Зворника, а слабији пут до Бајине Баште (преко Љубовије). Кањонски и клисурасти дио долине Дрине непогодан је за градњу саобраћајница, иако ријека просијеца природан пут кроз Динариде далеко ка југу. Подриње је слабо насељено и без већих градова, међу којима је Лозница највећи.
У Подрињу се налази и седам природних љечилишта - бање, у српском делу четири Бање:Бадања, Ковиљача, Прибојска, Радаљска а у Републици Српској три Бање: Дворови, Сребреничка, Вишеградска.

## Рељеф српског Подриња и Подгорине
Генетски типови рељефа у Подрињу и Подгорини су тектонски, флувијално-денудациони, палеовулкански, крашки итд. Преовлађују флувио-денудациони облици. Подриње је у неогену било залив Паратетиса а у његовом опсегу био је и Јадарски залив. Слив Јадра налази се у ерозивном удубљењу којем је претходио Јадарски залив.
Тектонски облици рељефа су набране планине, хорстови, лаколити, раседи и раседни одсеци, Ваљевска котлина итд. У овој микрорегији заступљене су две групе планина. То су Ваљевске и Подрињске планине. Групи Ваљевских (Горњоколубарских) планина припадају Јабланик, Медведник, Маљен, Сувобор и Повлен. Простиру се северно, јужно и западно од Ваљева. На планини Маљен истиче се Дивчибарска површ. Групи Подрињских планина припадају Гучево, Борања, Јагодња, Соколске планине, Цер, Иверак и Влашић. Цер, Иверак и Влашић означавају се и као флишни Динариди. Цер припада унутрашњој зони Динарида према Кости Петковићу. Он је лаколитска хорст планина. Некада јединствени церско-иверачки лаколит разбијен је у пренеогену лешничким раседом. Ово тектонско удубљење затрпано је седиментима током лакустријског доба. У постлакустријском добу то удубљење послужило је као предиспозиција за појаву реке Лешнице. Слив ове реке је епигенетски усечен у гранитима. Долина реке Лешнице је јужно од Цера. Планина Борања припада типу плутонских лаколитских и хорст планина. На њој и око Корените има млађих еруптивних стена и купа које су модификоване ерозијом. Испод планина простиру се полигенетске флувијално-крашке заравни које су често скрашћене.
Подриње карактеришу многе плавине око ушћа десних притока Дрине. Висинска разлика између развођа на планинама које граниче слив Дрине према Подгорини и Дрине премашује 1000 m док је хоризонтално одстојање кратко. Токови и њихове долине су веома стрмо нагнути.
У овој микрорегији заступљени су скоро сви крашки облици рељефа. Нема крашких поља. Поцерина је изграђена у кречњацима карбонске и сарматске старости. У њима је развијен мерокрас са вртачама и јамама. Познати су и Лелићки и Бачевачки крас. Они су развијени са обе стране долине реке Градац, око села Лелића и Бачеваца. Лелићки крас припада прелазном типу Јуре. Он се пружа са леве стране Градца. Одликује се низовима вртача на скрашћеној површи. Вртаче су обложене резидијалном глином, понори су им зачепљени те су претворене у локве. Око Ваљева има неколико пећина. Позната је Петничка пећина са дужином канала од 600 m, понорницом и више улаза. У Лелићком красу налази се Драгов понор са дубином од 224 m. Бачевачки крас налази се источно од реке. Од крашких облика у рељефу треба поменути и Ковачевића пећину код Крупња (богата украсима).
Земљиште Подгорине и Подриња познато је по клижењу, више по мањим урвинама него по урнисима. Позната Берковачка урвина на северној страни Сувобора била је међу највећим у земљи.

## Градови у Подрињу
Градови у Босни и Херцеговини:
- Фоча (Република Српска)
- Горажде (Босанско-подрињски кантон, Федерација Босне и Херцеговине)
- Рогатица (Република Српска)
- Вишеград (Република Српска)
- Зворник (Република Српска)
- Братунац (Република Српска)
- Сребреница (Република Српска)

Градови у Србији (Западна Србија):
- Бајина Башта
- Бања Ковиљача
- Љубовија
- Мали Зворник
- Лозница